# Nomioides paulyi
Nomioides paulyi är en biart som beskrevs av Pesenko 2005. Nomioides paulyi ingår i släktet Nomioides och familjen vägbin. Inga underarter finns listade i Catalogue of Life.